# Vjatjeslav Lycho
Vjatjeslav Nikolajevitj Lycho (ryska: Вячеслав Николаевич Лыхо), född den 16 januari 1967, är en sovjetisk före detta friidrottare som tävlade i kulstötning. 
Lycho var i VM-final vid VM 1987 i Rom då han slutade på nionde plats. Vid EM 1990 blev han ursprungligen bronsmedaljör men blev av med medaljen på grund av dopning. Hans främsta merit kom vid Olympiska sommarspelen 1992 då han slutade trea efter en stöt på 20,94 meter. 
Han deltog vid VM 1997 men tog sig då inte vidare från kvalet.

## Personliga rekord
- Kulstötning - 21,20 meter från 1984